# Łowcza-3
Zautomatyzowany wóz dowodzenia Łowcza-3 – polskie mobilne stanowisko dowodzenia obroną przeciwlotniczą na szczeblu pułku lub dywizjonu przeciwlotniczego. Wyposażone jest w aparaturę do efektywnego wspomagania procesu oceny zagrożenia i optymalizacji podejmowanych decyzji, określanego jako automatyzacja dowodzenia. Pojazd zbudowany jest na zmodyfikowanym lekkim opancerzonym pojeździe gąsienicowym MT-LB (SPG-2) produkcji Huty Stalowa Wola zdolnym do poruszania się w każdym terenie oraz do pokonywania przeszkód wodnych (ZWD-10R) lub na podwoziu samochodu Star 944 (Łowcza-3K).

## Łowcza-3
Prace nad pojazdem dowodzenia obroną przeciwlotniczą Łowcza na podwoziu gąsienicowym SPG-2A podjęto już w 1985 roku, we współpracy wytwórcy podwozia Huty Stalowa Wola i Warszawskich Zakładów Radiowych Radwar. Zbudowano dwa prototypy, lecz w 1990 roku prace przerwano. Według innych publikacji, prace rozpoczęto na początku lat 90. i w 1992 roku zbudowano prototyp, a w 1993 roku prowadzono jego próby kwalifikacyjne, lecz nie wprowadzono pojazdu na uzbrojenie i prace następnie zawieszono. Prace nad wozem dowodzenia podjęto ponownie po przyjęciu w 1997 roku na wyposażenie armii nowoczesnych cyfrowych radiostacji systemu PR4G na licencji Thomson-CSF. Koordynatorem prac było Centrum Naukowo-Produkcyjne Elektroniki Profesjonalnej Radwar, a systemy komputerowe dostarczał Optimus. Prototyp Łowczej-3 na podwoziu gąsienicowym został skonstruowany w 1999 roku i przeszedł w 2000 roku próby kwalifikacyjne. Pojazd oznaczany jest też ZWD-10R (zautomatyzowany wóz dowodzenia). 
Pojazd ZWD-10R oparty jest na lekko opancerzonym pływającym podwoziu SPG-2, z sześcioma parami kół (jak oryginalny transporter MT-LB), lecz podwyższonym przedziałem bojowym w tylnej części. Opancerzenie ze spawanych stalowych płyt zabezpiecza przed pociskami broni strzeleckiej i odłamkami. Pojazd ma system filtrowentylacji umożliwiający działanie w warunkach skażenia. W przedziale kierowania znajdują się dwa miejsca, w tym kierowcy, a w przedziale bojowym trzy stanowiska operatorów ze stacjami roboczymi (dowódcy, oficera rozpoznawczego i operatora łączności). Pojazd posiada trzy radiostacje UKF Radmor RRC-9500 o zasięgu do 20 km oraz może być wyposażony w radiostację krótkofalową. Ma także osiem portów łączności przewodowej z pododdziałami, w tym sześć linii bezpośredniej transmisji cyfrowej. Wyposażony jest w agregat prądotwórczy. Zadaniem pojazdu jest zbieranie cyfrowych danych o sytuacji powietrznej z trzech stacji radiolokacyjnych i informacji z nadrzędnych szczebli dowodzenia, opracowywanie danych, wypracowanie optymalnej decyzji i przekazywanie zadań do podległych pododdziałów ogniowych. Zastosowanie wozu automatyzacji dowodzenia obroną przeciwlotniczą pozwala na skrócenie czasu na podjęcie decyzji od wykrycia celu do otwarcia ognia do ok. 15 sekund.
W 2000 roku wprowadzono do służby dwa pojazdy Łowcza-3 w 11 Dywizji Kawalerii Pancernej i zamówiono trzeci.

## Łowcza-3K
Z powodu wysokich kosztów pojazdu na podwoziu gąsienicowym, Radwar opracował następnie wariant wozu dowodzenia Łowcza-3K z analogicznym wyposażeniem na podwoziu ciężarowego samochodu terenowego Star 944. Aparaturę i stanowiska operatorów zabudowano w opracowanym wcześniej nadwoziu typu Sarna.
Do polskich sił zbrojnych dostarczono łącznie 24 egzemplarze tego systemu.
ZWD Łowcza-3K odbiera i przetwarza informacje o sytuacji powietrznej oraz wysyła uogólnione informacje o 31 trasach powietrznych. Ponadto przyjmuje, zobrazowuje, przechowuje i wysyła dane operacyjno-taktyczne oraz meldunki i sprawozdania.  Zapewnia też tworzenie uogólnionej sytuacji powietrznej i zautomatyzowany podział celów do zwalczania, a także monitorowanie sytuacji u podwładnych. Istnieje również możliwość zautomatyzowanego dowodzenia podległym pododdziałem logistycznym. 
W 2005 roku powstała modyfikacja wozu Łowcza-3K, w której wóz został uzupełniony o czwarte stanowisko operatorskie, przeznaczone do pracy w systemie wspomagania dowodzenia wojsk lądowych, na którym osadzane jest oprogramowanie informatycznego systemu Szafran. Wóz w tej wersji nosi nazwę Łowcza-3KS.